# Sol Serrano
Sol Anunziata Serrano Pérez (Santiago, 25 de marzo de 1954) es una historiadora e investigadora chilena. Obtuvo el Premio Nacional de Historia de su país en 2018.

## Familia y estudios
Hija de Horacio Serrano Palma y Elisa Pérez Walker, entre sus hermanas se cuenta a la escritora Marcela Serrano y a la periodista Margarita Serrano. 
Tras estudiar en el Colegio Villa María Academy de Santiago, inició sus estudios universitarios en la Pontificia Universidad Católica de Chile titulándose de licenciada en Historia en 1977. Posteriormente realizó un Master of Arts en la Universidad de Yale (1982) y un Doctorado en Historia en la Pontificia Universidad Católica de Chile (1993).
Está casada con Jorge Correa Sutil con quien contrajo matrimonio el 17 de julio de 1980, en Las Condes. Actualmente está separada.

## Actividad profesional
Comenzó participando en algunas obras colectivas, como Chile en el siglo XX (1985), junto a Cristián Gazmuri y Mariana Aylwin. Luego incursionó en la diplomacia chilena y su relación con la Revolución mexicana.
Con posterioridad, su labor profesional se ha centrado en la historia de la educación, tanto universitaria como primaria, y en la secularización del Estado chileno en el siglo XIX desde la perspectiva de las asociaciones religiosas. Su tesis doctoral se centró en «las tensiones entre oferta estatal y demanda social por conocimiento y servicios profesionales en el contexto del proyecto liberal de construcción del Estado» al interior de la Universidad de Chile durante el siglo XIX, que publicó en 1994, y que obtuvo el LASA Ford Award for Higher Education otorgado por el Latin American Studies Association y el Premio Miguel Cruchaga Tocornal otorgado por la Academia Chilena de la Historia. Posteriormente desarrolló el proyecto Catolicismo y secularización en Chile en el siglo XIX, gracias a la John Simon Guggenheim Fellowship, la cual obtuvo en 2000.
Ha sido investigadora visitante y miembro asociado de instituciones como El Colegio de México, el Saint Antony's College de la Universidad de Oxford, el Erasmus Institute de la Universidad de Notre Dame, la Universidad de la Sorbona y el David Rockefeller Center For Latin American Studies de la Universidad de Harvard. Además, Ha formado parte de la Mesa de Diálogo en Derechos Humanos, el Consejo Asesor Presidencial para la Educación, la Comisión de Formación Ciudadana del Ministerio de Educación, el Consejo Nacional de Televisión y el Consejo de Fondecyt, entre otros. Actualmente es Vicerrectora de Investigación de la Pontificia Universidad Católica de Chile.
En 2018 obtuvo el Premio Nacional de Historia, siendo la primera mujer en obtener dicho reconocimiento. En 2019, recibe el Premio Municipal de Literatura, mención Ensayo, otorgado por la Ilustre Municipalidad de Santiago.

## Artículos
- La diplomacia chilena y la Revolución mexicana. (México D.F, Secretaría de Relaciones Exteriores, 1986)
- La Formacion de la Elite Intelectual Republicana en Chile.
- ¿Quién quiere la educación?, Estado y familia en Chile a mediados del siglo XIX.
- La estrategia conservadora ante la consolidación del Estado Liberal en Chile, 1860-1890.
- La definición de lo público en un Estado católico. El caso chileno. Centro de Estudios Públicos.

## Libros publicados
- Chile en el siglo XX (1985), con Cristián Gazmuri y Mariana Aylwin.
- Universidad y nación. Chile en el siglo XIX (Santiago de Chile, Editorial Universitaria, 1994).
- ¿Qué hacer con Dios en la República? Política y secularización en Chile, 1845-1885 (Santiago de Chile, Fondo de Cultura Económica, 2008).
- Historia de la Educación en Chile (1810-2010). Tomo I: Aprender a leer y escribir (1810-1880) (Santiago de Chile, Taurus, 2013), con Macarena Ponce de León Atria y Francisca Rengifo.
- Historia de la Educación en Chile (1810-2010). Tomo II: La educación nacional (1880-1930) (Santiago de Chile, Taurus, 2013), con Macarena Ponce de León Atria y Francisca Rengifo.
- El liceo: Relato, memoria, política (Santiago de Chile, Taurus, 2018).
- Historia de la Educación en Chile (1810-2010). Tomo III: Democracia, exclusión y crisis (1930-1964) (Santiago de Chile, Taurus, 2018), con Macarena Ponce de León Atria, Francisca Rengifo y Rodrigo Mayorga (Editores).

## Premios
- Premio Nacional de Historia 2018
- Premio Municipal de Literatura de Santiago 2019 por El liceo: Relato, memoria, política[10]